# Nessuna conseguenza
Nessuna conseguenza (No Comebacks) è un libro di Frederick Forsyth composto da 10 racconti.

## Racconti
- Nessuna conseguenza
- In Irlanda non esistono serpenti
- L'imperatore
- Certi giorni...
- Soldi e minacce
- Addotta come prova
- Privilegio assoluto
- Il dovere
- Un uomo prudente
- Una lunga esperienza

## Edizioni italiane
- Nessuna conseguenza, traduzione di Bruno Oddera, Collana Omnibus, Milano, Arnoldo Mondadori Editore, 1983,  p. 262.
- Nessuna conseguenza, Collana Oscar, Milano, Mondadori, 1990,  p. 264, ISBN 88-04-33949-7.